# 30 Sentai Encyclopedia
De 30 Sentai Encyclopedia (30戦隊大全集, Sanjū Sentai Dai Zenshū), wat te vertalen is al “30 Sentai encyclopedie” was een reeks van korte videoclips die werden uitgezonden aan het einde van elke aflevering van de serie GoGo Sentai Boukenger. De clips waren gemaakt ter viering van het dertigjarig bestaan van de Super Sentai series.
Tevens is het de naam van een boek waarin alles over Super Sentai en zijn bekendste Adaptatie, Power Rangers, beschreven staat.
Beginnend vanaf aflevering 4 werd in elke aflevering een kort filmpje van hooguit een à twee minuten uitgezonden.
In elk van de filmpjes behandelde het Boukengerteam iets van de vorige Super Sentai-series. Elk filmpje begint met een openingszin door een van de Boukengers. Vervolgens worden videoclips van het onderwerp dat centraal staat getoond, voorzien van een voice-over door de Boukengers. Ten slotte doen de Boukengers aan het eind iets wat met het onderwerp te maken heeft.
Gedurende de eerste dertig filmpjes werd steeds teruggeblikt op een vorig Sentai-team. In de afleveringen erna behandelde het team andere hoogtepunten of kenmerken van Sentai zoals de robots en het eerst zesde teamlid.

## Terugblikken

### Himitsu Sentai Goranger
Videoclips van de Goranger-serie worden getoond. Aan het eind zit Natsuki een kom met gekruide rijst te eten, daar dit het favoriete gerecht was van de gele Sentai uit deze serie.

### J.A.K.Q. Dengekitai
Aan het eind zitten de Boukengers een kaartspel te spelen. Sakura krijgt de Joker in handen. Dit is een referentie aan het feit dat het J.A.K.Q.-team was gebaseerd op de symbolen van een kaartspel. De machines van JAKQ worden niet genoemd in de clip.

### Battle Fever J
Tijdens de clips wordt onder andere vermeld dat dit het eerste team was met een enorme robot. Aan het eind houden alle Boukengers een vlag omhoog van de landen die door het Battle Fever J-team werden vertegenwoordigd. Alleen Natsuki houdt een Russische vlag omhoog, omdat de Sovjet-Unie niet langer bestaat.

### Denshi Sentai Denjiman
Souta, Masumi, en Natsuki eten wat anpan, DenjiBlues favoriete snack. DaiDenjin, de robot van de Denjiman, wordt gezien en vermeld als de eerste tranformerende robot.

### Taiyou Sentai Sun Vulcan
Aan het begin houden Satoru, Souta en Natsuki een speelgoed adelaar, haai en panter vast als verwijzing naar de drie dieren waar de Sun Vulcan op waren gebaseerd. Tevens wordt het woord “San” in de titel verder uitgediept: het betekent zowel “zon” als “drie”. De eerste robot die uit losse mecha bestond, Sun Vulcan Robo, wordt ook vermeld.

### Dai Sentai Goggle V
Aan het begin maken de Boukengers de transformatiepose van de Goggle V. Aan het eind houden alle Boukengers voorwerpen vast die te maken hebben met Ritmische Sportgymnastiek, waar de serie en de wapens van de Goggle V deels op gebaseerd waren.

### Kagaku Sentai Dynaman
De Boukengers beginnen deze clip met de team pose van Dynaman. Vlak voor de clip eindigt, gaat er dynamiet af achter de Boukengers en vallen ze een voor een flauw. Dit is een referentie aan de vele explosies en pyrotechnics die werden toegepast in deze serie.

### Choudenshi Bioman
Het team imiteert de transformatiepose van de Bioman. Aan het einde verschijnen Natsuki en Sakura in beeld die vermelden dat Bioman het eerste team was met twee vrouwelijke teamleden.

### Dengeki Sentai Changeman
Het team imiteert de transformatiepose van de Changeman. In de clips wordt de ChangeRobo niet gezien, maar de Power Bazooka, het sterkste wapen van de Changeman, wel. Op het eind vuren de Boukengers een groot confettikanon af, als referentie dat Changeman de eerste serie was waarin het team een bazooka/kanon als wapen gebruikte.

### Choushinsei Flashman
Masumi en Natsuki zetten maskers op waarbij ze de woorden "Shut Goggle" (sluit vizier) gebruiken. Dit refereert aan de transformatiescène van de Flashman. Op het eind verliezen de twee het bewustzijn, mogelijk als referentie aan het “Anti-Flash fenomeen” waar de Flashman tegen het einde van hun serie last van kregen.

### Hikari Sentai Maskman
Op het eind is Satoru gekleed in een karategi en breekt enkele planken die de anderen vasthouden. Dit refereert aan de vechtsportkeuze van Takeru, de leider van het Maskmanteam. De Great Five, de eerste robot die uit vijf machines bestond, wordt gezien in de flashbacks.

### Choujuu Sentai Liveman
Nadat de flashbacks zijn geweest houden alle Boukengers een pop vast die overeenkomt met het dierenmotief van de Liveman (Satoru = dezelfde adelaar die hij bij Sun Vulcan al vasthield; Masumi = een bizon; Souta = een neushoorn; Natsuki = een leeuw; Sakura = een dolfijn).

### Kousoku Sentai Turboranger
Na de flashbacks zijn de Boukengers allemaal gekleed in de schooluniformen die de Turborangers ook droegen.

### Chikyuu Sentai Fiveman
De Boukengers imiteren de transformatiepose van de Fiveman. Aan het eind staat Satoru voor een schoolbord en vraagt Natsuki de som op dit bord op te lossen. Dit refereert aan het feit dat alle Fiveman teamleden leraren waren.

### Choujin Sentai Jetman
Op het eind duwen Souta en Masumi om beurten een tafeltje voorbij, waar de ander op ligt en doet of hij vliegt. Dit refereert aan het vogelthema in Jetman.

### Kyouryuu Sentai Zyuranger
Net voor de clip eindigt verschijnt rechts in beeld een scherm met Burai (de DragonRanger) en links een scherm met Eiji erop, waardoor het middelste scherm wordt platgedrukt. Dit was als referentie aan het feit dat Zyuranger het eerste team was met een vast zesde teamlid. De mecha van de Zyurangers worden niet genoemd.

### Gosei Sentai Dairanger
Beginnend bij dit filmpje zitten de Boukengers telkens in het SGS-hoofdkwartier in plaats van DaiBouken. Ook zit Eiji nu bij het team. Op het eind beoefenen Souta, Masumi en Eiji allemaal een vechtsport, terwijl Sakura en Natsuki qipaos dragen. Dit refereert aan het Chinese thema van Dairanger.

### Ninja Sentai Kakuranger
Op het eind zijn alle Boukengers gekleed als ninja’s, die met ene handgebaar in rook opgaan.

### Chouriki Sentai Ohranger
De Boukengers imiteren de transformatiepose van de Ohrangers. Op het eind is Satoru gekleed in een witte gi en probeert enkele bakstenen doormidden te slaan als verwijzing naar het feit dat Gorou/OHRed een karatemeester was. Hij faalt en verwondt zijn hand.

### Gekisou Sentai Carranger
Aan het eind houdt Masumi een klein stoplicht vast, Sakura een bord met daarop een helm van de Boukengers en Eiji een kleine gele vlag. In plaats van de gebruikelijke eindzin "Look forward to the next one" sluiten de Boukengers het filmpje af met de woorden "Don't cross the street until the traffic light turns green!" Dit verwijst naar het autothema van Carranger.

### Denji Sentai Megaranger
Eiji maakt tijdens de flashbacks de opmerking dat Megaranger de eerste serie was met een teamlid in de kleur zilver. Op het eind zit hij gefrustreerd op een computer te werken, en dragen de andere Boukengers schooluniformen. Dit refereert aan het feit dat de Megarangers studenten waren, en het centrale thema technologie was.

### Seijuu Sentai Gingaman
Het team imiteert de Gingamanpose. Op het eind voeren Satoru en Eiji de vuuraanval ("Horse Mane of Flame") van Gingared uit, en zij verbranden zo per ongeluk Masumi en Souta. Natsuki houdt een pop van BullBlack vast. De Gingabeasts worden gezien in de flashbacks, maar hun combinaties niet.

### Kyuukyuu Sentai GoGo-V
Op het eind dragen Masumi en Souta veiligheidsjackets in de kleur oranje en willen de clip afsluiten met de woorden "Look forward to the next one." Voordat ze iets kunnen doen duikt Eiji op in een zilveren brandweerjas, spuitend met een brandblusser. Ook Satoru wordt gezien, gekleed in een klassiek brandweermanuniform. Uiteindelijk sluiten Natsuki en Sakura, gekleed als politieagenten, de clip af met de woorden "If you don't watch the next one, we'll arrest you!" Dit alles refereert aan het reddingsthema in GoGo-V.

### Mirai Sentai Timeranger
Het team imiteert de Timerangerpose. Op het eind gooien ze hun Boukengerjackets af. Satoru is nu gekleed in het transformatieoutfit van de TimeRangers, maar de anderen dragen hun normale kleding. Vernederd dat hij als enige zo gekleed is trekt hij zich terug.

### Hyakujuu Sentai Gaoranger
De Boukengers imiteren de transformatiepose van de Gaorangers. Vervolgens worden veel van de Power Animals uit de serie getoond: GaoLion, GaoEagle, GaoShark, GaoBison, GaoTiger, GaoWolf, GaoLigator, GaoHammerhead , GaoFalcon, GaoGiraffe, GaoDias, GaoMadillo en GaoRhino. Op het eind dragen alle Boukengers de jackets van de GaoRangers.

### Ninpuu Sentai Hurricanger
Het team imiteert Hurricangers pose. De Hurricanegers, Gouraigers, Shurikenger, en de Ninjamisen worden gezien in de clips, maar geen van de mecha. Op het eind zijn alle Boukengers gekleed in de jackets van de Hurricangers. Voordat ze de clip kunnen afsluiten verschijnt Shizuka (van Dark Shadow) op het videoscherm achter hen, en zegt in hun plaats de eindzin.

### Bakuryuu Sentai Abaranger
De clip eindigt in de cockpit van DaiBouken, waar drie van de stoelen dichter naar elkaar zijn geschoven om te lijken op de cockpit van Abarenoh. Satoru, Souta en Natsuki staan in de cockpit gekleed in de jackets van de drie primaire Abarangers, en laten DaiBouken (Drill formatie) de aanval die Abarenoh altijd gebruikte uitvoeren.

### Tokusou Sentai Dekaranger
Eiji salueert naar de camera, waarna de hele groep de pose van Dekaranger imiteert. Op het eind zijn alle Boukengers gekleed in de uniformen van hun Dekaranger-tegenhangers. Murphy, de robothond van de Dekarangers, komt op het eind het SGS-hoofdkwartier binnen.

### Mahou Sentai Magiranger
Op het eind imiteren de Boukengers de transformatiespreuk van de Magirangers: "Maagi Magi Magiiro!" Eiji imiteert echter de transformatiespreuk van MagiShine: "Goolu Golu Goludiiro!"

### GoGo Sentai Boukenger
Het team doet hun eigen transformatiepose. Op het eind vertelt Souta aan het publiek dat vanaf de volgende aflevering de Boukengers zullen gaan terugblikken op andere Sentai onderwerpen.

## Speciale Files

### Super Sentai
Het team kijkt opnieuw terug op Himitsu Sentai Goranger daar dit het eerste Sentai-team was. Op het eind zit Natsuki weer gekruide rijst te eten.

### Enorme Robot
Het team kijkt terug naar Battle Fever J, de serie waarin de traditie van de Enorme Robot begon. Het team vertelt over het feit dat GoRanger en J.A.K.Q. enkel machines hadden maar geen robot. Op het eind staan Battle Fever Robo en DaiBouken naast elkaar, en vallen beide aan met hun zwaard.

### Henkei en Gattai Robos
Het team kijkt terug naar de eerste transformerende robot (in Denshi Sentai Denjiman) en de eerste robot die was opgebouwd uit losse machines (in Taiyou Sentai Sun Vulcan). Op het eind maat Mr. Voice bekend dat Satoru zal worden overgeplaatst naar NASA. Eiji en Masumi komen binnen gekleed in Satorus uniform, klaar om zijn plek in te nemen. Pas dan maakt Mr. Voice bekend dat het maar een grapje is. Dit refereert aan het feit dat in Sun Vulcan de teamleider, VulEagle halverwege de serie werd vervangen omdat de originele VulEagle naar Amerika vertrok om bij de NASA te werken.

### Tweede Robot
Het team kijkt terug naar de serie Choushinsei Flashman, de eerste serie waarin het team over meer dan 1 robot beschikte. Vervolgens worden clips getoond van soortgelijke tweede robots uit latere Sentai-series. Op het eind probeert Masumi met slechts twee van de GoGo-machines een robot te maken gelijk aan de Great Titan (Flashmans tweede robot), maar wordt door Satoru gestopt.

### Zesde held
Het team kijkt terug naar de geschiedenis van het zesde teamlid. Ze vermelden dat Hikari Sentai Maskman de eerste serie was met een extra teamlid, maar dat hij slechts in 1 aflevering meedeed. Vervolgens kijken ze terug op Zyuranger, de eerste serie met een vast zesde teamlid. Ook clips van andere zesde teamleden worden getoond. Op het eind zegt Eiji dat hij de zesde held van Boukenger is. Hij wordt echter onderbroken door Zubaan, die hij boos aan de kant duwt met de mededeling dat Zubaan de zevende held is.

### Super Gattai
Het team kijkt terug op Choujuu Sentai Liveman, de eerste serie waarin twee robots konden combineren tot een sterkere robot: Live Robo en Live Boxer vormden samen Super Live Robo. Op het eind proberen Satoru en Eiji een soortgelijke combinatie met DaiBouken en SirenBuilder. Dit mislukt uiteraard en de robots botsen tegen elkaar, waarna ze beiden omvallen.

### Enorme Basis Robot
Het team kijkt terug op Kousoku Sentai Turboranger; de eerste serie waarin de basis van het team ook een robot kon worden. Dit was Turbo Builder. Op het eind discussiëren de Boukengers of zij ook zo’n basisrobot nodig hebben. Makino vertelt hen dat hij dit al heeft geregeld. Hij haalt een hendel over met de intentie het SGS museum in een robot te veranderen, maar het museum schudt enkel even heen en weer. Het blijkt dat Makino maar een grapje maakte.

### Powered Protector
Het team kijkt terug op Chikyuu Sentai Fiveman ' s Five Tector armor; het eerste speciale pantser dat door alle teamleden van een Sentaiteam kon worden gedragen. Op het eind vraagt Eiji of hij misschien de Boukengers Accel Tector voor zichzelf kan houden.

### Derde robot
Het team behandelt de eerste derde robot: Choujin Sentai Jetman ' s Tetraboy, die kon veranderen in een kanon voor de andere twee robots. Op het eind eten alle Boukengers Ako-Ramen, een merk ramen (Japanse noodles) uit Jetman.

### Seven-Piece Gattai
Het team behandelt de grotere mechacombinaties met meer dan vijf of zes machines. Ze zien zijn Kyōryū Sentai Zyuranger ' s Ultimate DaiZyuJin (究極大獣神, Kyūkyoku DaiJūJin, Ultimate Great Beast God) en Gosei Sentai Dairanger ' s Heavy Armor Chi Palace (重甲気殿, Jūkō Kiden). Op het eind bekijkt het team een speelgoedversie van Ultimate Daibouken, een robot bestaande uit 10 machines. Satoru beweert dat zij zelfs een robot van 12 machines hebben, en toont hen Ultimate Daibouken met GoGo Aider en GoGo Police bevestigd aan de achterkant.

### Extra Held
Het team behandelt de extra helden die de verschillende Sentai Teams hebben geholpen in de loop der jaren. Te zien zijn NinjaMan van Ninja Sentai Kakuranger, SignalMan van Gekisou Sentai Carranger en Ganmajin van Chouriki Sentai Ohranger. Op het eind vertelt Zubaan de kijker dat hij de extra held van Boukenger is.

### Kwaadaardige Sentai
Het team behandelt de verschillende kwaadaardige Sentaiteams, zoals de Flowery Kunoichi Team uit Ninja Sentai Kakuranger, Jaden Sentai Nejiranger van Denji Sentai Megaranger en de meer humoristische Galaxy Sentai Gingaman van Chikyuu Sentai Fiveman en Reckless Driving Sentai Zokuranger uit Gekisou Sentai Carranger. Op het eind ziet men Gajah (van het negatieve syndicaat) samen met vier van zijn Karths. De Karths zijn gekleed in rood, groen, roze en blauw. Ze stellen zichzelf voor als Gajah Dengekitai (ガジャ電撃隊, Gaja Dengekitai), waarna Gajah zichzelf aanduid als "Big One." Dit is duidelijk een parodie op zowel de kwaadaardige Sentaiteams als op J.A.K.Q. Dengekitai.

### Power-Up Henshin
Het team kijkt terug op de verschillende power-ups van Sentai Teams. Zo ziet men de Beast Light Mode (獣装光, Jūsōkō) van Seijuu Sentai Gingaman, de Abare Mode van Bakuryuu Sentai Abaranger, SWAT Mode van Tokusou Sentai Dekaranger, en Legend Mode van Mahou Sentai Magiranger. Op het eind zijn alle Boukengers getransformeerd, maar dragen over hun kostuums de good luck kleren die Satoru een keer droeg in de serie. Ze zijn echter niet blij met deze “power-up” en vinden het maar belachelijk staan. Alleen Eiji lijkt zich er niet aan te storen.

### Multi Gattai
Het team behandelt de Multi Gattai robots; Sentai Teams met een groot arsenaal aan mecha die allemaal verschillende combinaties kunnen vormen. Te zien zijn de Hundred-Beast Armament (百獣武装, Hyakujū Busō) van Hyakujuu Sentai Gaoranger en de Dinosaurusmecha van Bakuryuu Sentai Abaranger. Aan het eind vraagt het team zich af waarom zij ook een Multi Gattai-robot hebben. Volgens Makino is dit toeval, maar de kijker ziet dat hij achter zijn rug speelgoedversies van Abarangers' AbarenOh en Gaorangers GaoKing houdt.

### Nieuwe Sentai
Het team geeft de kijker een voorproefje van de volgende Sentai serie: Juken Sentai Gekiranger. Aan het eind vertellen Eiji, Masumi en Souta het publiek dat de volgende aflevering de laatste aflevering van Boukenger zal zijn.